# Tedong (megye)
Tedong (hangul: 대동군, Tedong-kun, handzsa: 大同郡, RR: Taedong-kun, ’Tedong folyó megyéje’) megye Észak-Koreában, Dél-Phjongan (P'yŏngan) tartományban.
1914-ben választották le Phenjan külterületéből és megyei rangra emelték. 1946 és 1952 között számos részét visszacsatolták Phenjan (P'yŏngyang-)hoz.

## Földrajza
Északról Dél-Phjongan (P'yŏngan) tartomány Phjongvon (P'yŏngwŏn) megyéje, nyugatról Csungszan (Chŭngsan) megye, délről Nampho (Namp'o), keletről a főváros, Phenjan (P'yŏngyang) határolja.
Legmagasabb pontja a 248 méter magas Mandokszan (만덕산; 萬德山, Mandŏksan).

## Közigazgatása
1 községből (up (ŭp)), 21 faluból (ri (ri)) és 1 munkásnegyedből (rodongdzsagu (rodongjagu)) áll:
| - Tedong-up (대동읍; 大同邑, Taedong-ŭp) - Kadzsang-ri (가장리; 可庄里, Kajang-ri) - Koszan-ri (고산리; 高山里, Kosan-ri) - Kumdzsong-ri (금정리; 金井里, Kŭmjŏng-ri) - Tokcshon-ri (덕촌리; 德村里, Tŏkch'on-ri) - Tokhva-ri (덕화리; 德華里, Tŏkhwa-ri) - Maszan-ri (마산리; 馬山里, Masan-ri) - Panszok-ri (반석리; 班石里, Pansŏk-ri) - Szangszo-ri (상서리; 上西里, Sangsŏ-ri) - Szodzse-ri (서제리; 西祭里, Sŏje-ri) - Szongszam-ri (성삼리; 星三里, Sŏngsam-ri) - Szongcshil-ri (성칠리; 星七里, Sŏngch'il-ri) | - Szunhva-ri (순화리; 順和里, Sunhwa-ri) - Jongok-ri (연곡리; 硯谷里, Yŏn'gok-ri) - Ogum-ri (오금리; 梧琴里, Ogŭm-ri) - Vau-ri (와우리; 臥牛里, Wau-ri) - Voncshon-ri (원천리; 元川里, Wŏnch'ŏn-ri) - Csangszan-ri (장산리; 長山里, Changsan-ri) - Csungszokhva-ri (중석화리; 中石花里, Chungsŏkhwa-ri) - Phangjo-ri (판교리; 板橋里, P'an'gyo-ri) - Phalcshong-ri (팔청리; 八靑里, P'alch'ŏng-ri) - Hakszu-ri (학수리; 鶴水里, Haksu-ri) - Sidzsong-rodongdzsagu (시정로동자구; 柴井勞動者區, Sijŏng-rodongjagu) |

## Gazdaság
Tedong (Taedong) megye gazdasága gépgyártásra (főleg villanymotor és transzformátor), mezőgazdaságra, illetve hétköznapi cikkek gyártására épül.

## Oktatás
Tedong (Taedong) megye 2 főiskolának, 25 középiskolának, 24 általános iskolának emellett más oktatási és művelődési intézménynek ad otthont.

## Egészségügy
A megye megközelítőleg 30 egészségügyi intézménnyel rendelkezik, köztük egy megyei szintű kórházzal, egy ipari kórházzal, illetve helyi szanatóriumokkal.

## Közlekedés
A megye közutakon a szomszédos helységek felől közelíthető meg. A megye vasúti kapcsolattal rendelkezik, a Phjongi (P'yŏngŭi) vasútvonal része, emellett a területén található Szunhva (Sunhwa) folyón keresztül hajóval elérhető Phenjan (P'yŏngyang).